# اولدندورف (مله)
اولدندورف (به آلمانی: Oldendorf) یک منطقهٔ مسکونی در آلمان است که در مله، آلمان واقع شده‌است. اولدندورف ۴٬۷۷۹ نفر جمعیت دارد.